# عطاءالله محمد شاه دوم
پادوکا سری سلطان عطاءالله محمد شاه دوم ابن المرحوم سلطان ضیاءالدین مکرَّم شاه اول (درگذشت – ۱۷ نوامبر ۱۶۹۸) شانزدهمین سلطان کداح بود. دوران حکمرانی او از سال ۱۶۸۸ تا ۱۶۹۸ به طول انجامید. او در سال ۱۶۸۲ به عنوان نائب السلطنه پدر مسن خود برگزیده شد. عطاءالله مرکز زمامداری خود را به کوتا بوکیت پینانگ منتقل کرد.
اعتقاد بر این بود که مقبره او در روز ۲۳ مارس ۲۰۱۷ همراه با ۸ قبر دیگر توسط انجمن تاریخ مالزی در کرانه رودخانه در کامپونگ بوکیت پینانگ نزدیک الور ستار یافت شده است.